# Swartzia tomentifera
Swartzia tomentifera là một loài thực vật có hoa trong họ Đậu. Loài này được (Ducke) Ducke miêu tả khoa học đầu tiên.